# Allocasuarina luehmannii
Allocasuarina luehmannii är en tvåhjärtbladig växtart som först beskrevs av Richard Thomas Baker, och fick sitt nu gällande namn av Lawrence Alexander Sidney Johnson. Allocasuarina luehmannii ingår i släktet Allocasuarina och familjen Casuarinaceae. Inga underarter finns listade i Catalogue of Life.

## Bildgalleri

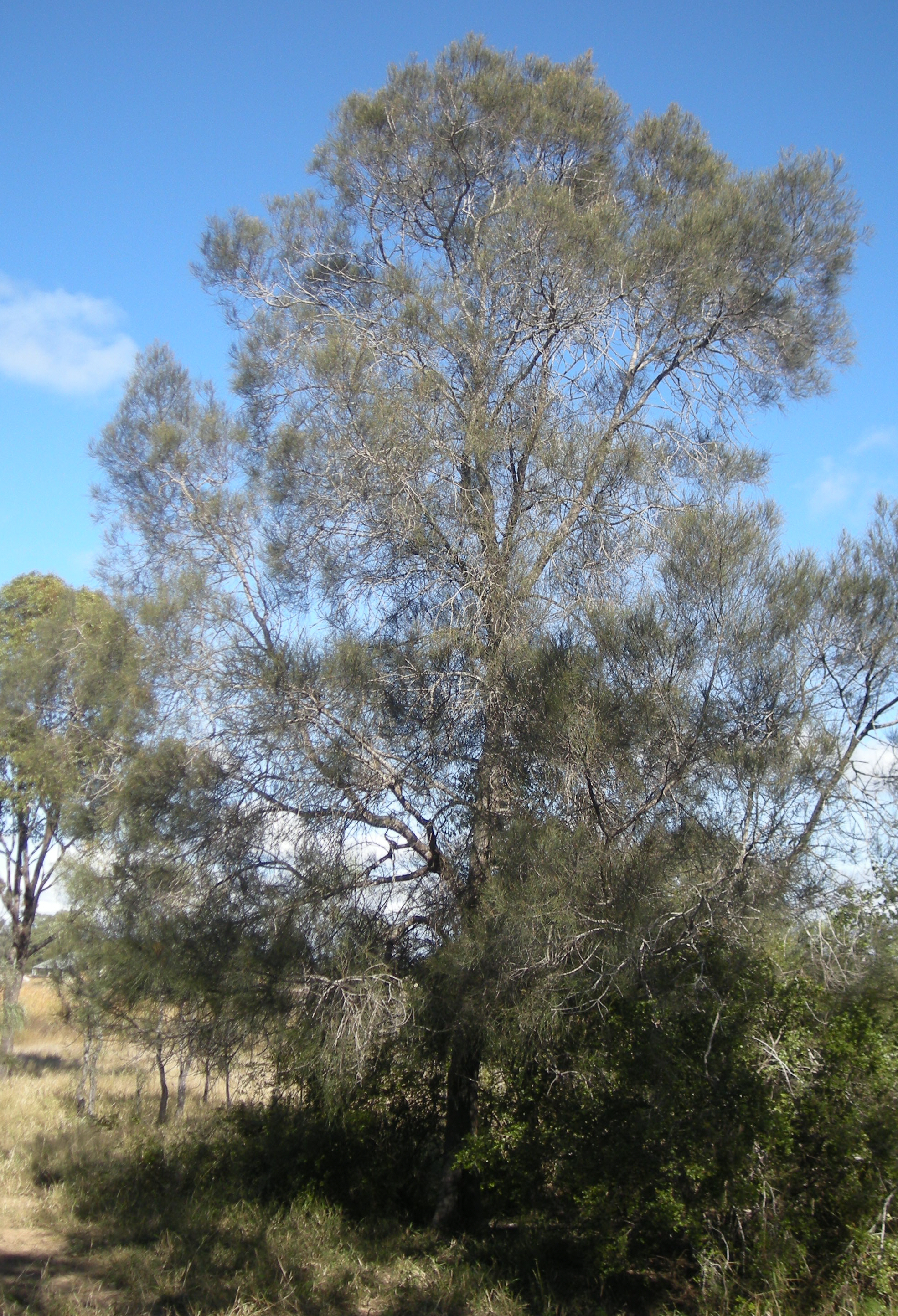